# هانز اومييه
هانز اومييه (بالألمانية: Hans Aumeier)‏ (20 أغسطس 1906 - 28 يناير 1948) قائدا شوتزشتافل خلال الحقبة النازية وكان نائب قائد معسكر اعتقال أوشفيتز. أحد أهم المجرمين في أوشفيتز، تم تسليمه إلى بولندا حيث أدين وحُكم عليه بالإعدام. أعدم في عام 1948.

## الحياة قبل الحرب
ولد في 20 أغسطس 1906  في بلدة في آمبرغ، ألمانيا، حيث حضر المدرسة الابتدائية لمدة أربع سنوات والمدرسة ثم الثانوية لثلاث سنوات فقط. في عام 1918، ترك المدرسة دون أي مؤهلات لتدرب على التدريب المهني في مصنع بنادق محلي، بعد مسيرة والده المهنية. في عام 1923 غادر المصنع الصغير في أمبرج وبدأ العمل لصالح شركة أكبر في ميونيخ. في عام 1925 حاول الانضمام إلى الرايخويهر لكنه فشل وعاد إلى مصنع البندقية في ميونيخ، لكنه لم يستطع الاستقرار وبعد تولي مناصب مماثلة في مصانع أخرى في برلين وبريمن وكولونيا أصبح عاطلاً عن العمل. خلال الفترة من 1926 إلى 1929، انتقل من وظيفة إلى أخرى، وكان حيث عمل بدوام جزئي والوظائف الصيفية من أجل العيش. كان عضوا مبكرا في الحزب النازي، وانضم في ديسمبر 1929، وفي عام 1931 التحق بكتيبة العاصفة وكان يعمل قريبا كسائق في مقر كتيبة العاصفة في برلين. في وقت لاحق في ديسمبر 1931 تم نقله إلى شوتزشتافل حيث كان يعمل في المرآب كسائق.

## قظائع أوشويتز
في 1 فبراير 1942 تم نقله إلى محتشد اعتقال أوشفيتز وعُين رئيسًا للقسم الثالث، وعُين شوتزهافتلاجرفر في أوشفيتز الأول، حيث بقي حتى 16 أغسطس 1943. خلال هذا الوقت في أوشفيتز، صنع أومييه اسمًا لنفسه، مسؤولًا عن العديد من الأساليب الوحشية، بما في ذلك التعذيب والضرب والإعدام. في 19 مارس 1942، تم إطلاق النار على 144 امرأة على جدار الإعدام في فناء المربعين 10 و11 بناءً على أوامر أوميير. في 27 مايو 1942، كان حاضراً مرة أخرى في عملية إعدام جماعية لـ168 سجينًا تم إطلاق النار عليهم بنفس الطريقة.